# 登坂明子
登坂 明子（とさか あきこ、1998年9月21日 - ）は、日本のファッションモデル。
千葉県出身。レプロエンタテインメントのCAMPUS ROOM部門に所属していた。

## 来歴
成蹊大学英米文学科在学中。2018年「ミス成蹊コンテスト」グランプリ。雑誌「Ray」専属読者モデル。

## 人物
身長156cm、血液型O型。父親が日本人で母親が中国人のハーフ。
趣味は、ミステリーや医療系のドラマをみること。特技・資格は、英検、秘書検定2級。

## 出演

### CM
- リゼクリニック[5]

### 雑誌
- Ray[3][6]